# Bilfinger Berger Power Services

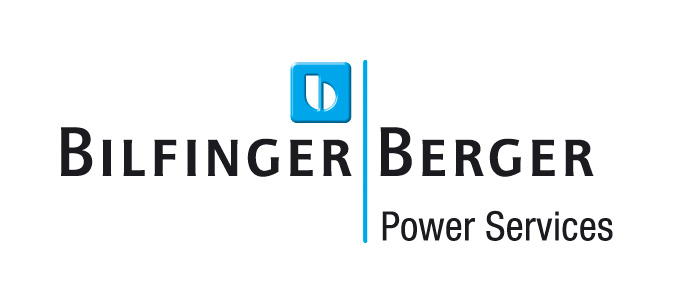
Logo della Divisione Bilfinger Berger Power Services

Bilfinger Berger Power Services GmbH, la cui sede si trova ad Oberhausen in Germania, è una delle cinque Divisioni di affari del Gruppo Bilfinger SE (fino al 2012 Bilfinger Berger AG), azienda multinazionale tedesca di servizi di ingegneria industriale.

## Settori di attività aziendale
Il campo principale di attività aziendali, ovvero il cosiddetto core business, della Bilfinger Berger Power Services riguarda la fabbricazione e l'installazione di impianti ed apparecchi tecnologici per le Centrali elettriche all'interno dei seguenti settori: Energia e Tecnologia ambientale, tecnologia per le tubazioni, così come macchinari e vari tipi di equipaggiamento quali Boilers e Generatori di vapore. In questi segmenti, Bilfinger Berger Power Services GmbH offre servizi, quali specialmente le operazioni di manutenzione per il miglioramento dell'efficienza, la riabilitazione e l'estensione del ciclo di vita degli impianti delle centrali elettriche.
Un ulteriore campo di attività del Gruppo consiste nella fabbricazione, riparazione e fornitura di pezzi di ricambio e componenti di macchinari ed impianti industriali, quali raffinerie od impianti di trattamento delle acque reflue o di dissalazione.
Una grande percentuale di tali componenti, quali per esempio i Recipienti in pressione o gli Scambiatori di calore in superficie (brine heaters), dietro richiesta vengono persino fabbricati appositamente in alcune delle varie sedi manifatturiere regionali ed estere della Divisione Bilfinger Berger Power Services.
Molte aziende che fanno parte dalla Divisione Power Services operano in Germania ed all'estero, a volte attraverso alcune holding derivate dalle precedenti acquisizioni del Gruppo Bilfinger Berger, come nel caso di Babcock Borsig Service in Medio Oriente, che opera tramite Deutsche Babcock Middle East.
Attualmente Bilfinger Berger Power Services gestisce una forza lavoro di 7400 persone all'incirca, fra tecnici specializzati ed impiegati. Dei 3200 impiegati in Germania, alla fine dell'anno fiscale 2010, 265 erano tirocinanti in fase di apprendistato e di formazione.

## Aziende consociate
Un'ampia rete di consociate e joint venture consente la presenza diretta e le attività sui maggiori mercati del Gruppo: Germania, Europa, Medio Oriente e Sudafrica.
- Babcock Borsig Steinmueller GmbH
- Babcock Noell GmbH
- BHR Hochdruck-Rohrleitungsbau GmbH
- Bilfinger Berger Power Holdings (Pty) Ltd., Sudafrica
- Deutsche Babcock Middle East, Emirati Arabi Uniti
- Deutsche Babcock Al Jaber, Qatar
- Duro Dakovic Montaza d.d., Croazia
- MCE Berlin GmbH
- MCE Aschersleben GmbH
- MCE Machine and Equipment Construction GmbH & Co. KG
- Rosink Plant and Equipment GmbH
- Rotring Engineering GmbH

## Cronologia
| Anno     | Tappa rilevante |
| 08/2003: | Deutsche Babcock AG acquisisce Babcock Borsig Service Group dalla bancarotta di Babcock Borsig AG[3].                             |
| 09/2003: | La società Deutsche Babcock Al Jaber viene fondata da Deutsche Babcock Middle East come joint-venture in Qatar.                   |
| 12/2003: | Babcock Borsig Service acquisisce la società Steinmüller-Gesellschaft Steinmüller Engineering Service (Pty) Ltd. in Sudafrica[4]. |
| 01/2005: | Acquisizione della licenza per la desolforazione del gas liquido da Babcock & Wilcox, USA.                                        |
| 04/2005: | Bilfinger Berger AG acquisisce tutte le quote di Babcock Borsig Service Group[5]                                                  |
| 05/2006: | Cambio del nome di Deutsche Babcock GmbH (holding o società madre del Gruppo) in Bilfinger Berger Power Services GmbH             |
| 05/2006: | Acquisizione di BHR Hochdruck-Rohrleitungsbau GmbH[6].                                                                            |
| 04/2009: | Acquisizione della percentuale dell'80.5% di Duro Dakovic Montaza d.d. con sede principale a Brod, Croazia.[7]                    |
| 10/2010: | Bilfinger Berger Power Services GmbH acquisisce interamente Rotring Engineering AG[8]                                             |
| 02/2010: | Acquisizione di MCE Maschinen- und Apparatebau GmbH & Co. KG e suo inserimento nel settore di affari Power Services.              |
| 03/2010: | Power Services diviene una Divisione separata di affari ed attività in Bilfinger Berger AG.                                       |
| 09/2011: | Acquisizione di Rosink Anlagen und Apparatenbau GmbH.                                                                             |
| 10/2011: | Acquisizione della quota rimanente di Duro Dakovic Montaza d.d. (100%)[9]                                                         |